# ジェフェルソン・ソテルド
ジェフェルソン・フリオ・ソテルド・マルティネス  (Yeferson Julio Soteldo Martínez, 1997年6月30日 - )は、ベネズエラ・ポルトゥゲサ州アカリグア出身のサッカー選手。メジャーリーグサッカー・トロントFC所属。ポジションはMF。

## 来歴
14歳の時にホセ・サロモン・ロンドンに憧れてカラカスFCのユースチームに入団したソテルドだったが、その後サモラFCのユースチームに移籍し、2013年シーズンにプロデビュー。4シーズンで84試合21得点と活躍し、2016年12日にチリのCDウアチパトに移籍した。更に2018年シーズンには、ウニベルシダ・デ・チレでプレーした。
2019年1月24日、サントスFCと契約した。
2021年4月24日、トロントFCと契約した。

## 代表経歴
2016年2月2日に、コスタリカ戦でユース世代の代表を経験せずにベネズエラ代表デビュー。翌2017年には、2017 FIFA U-20ワールドカップ出場権を懸けた南米ユース選手権のU-20代表に招集され、本大会出場に貢献。更にFIFA主催の国際大会のベネズエラ代表としては初の決勝進出に貢献した。2019年はコパ・アメリカ2019に出場。同年11月19日の日本戦で、代表初ゴールを決めた。